# Hamarkameratene
Hamarkameraterne, ofte forkortet til HamKam, er en norsk fodboldklub fra Hamar, som spiller i den næstbedste norske liga, Adeccoligaen. Klubben spiller på Briskeby gressbane og dens bedste placering er en 3. plads i Tippeligaen fra 1970.
Klubbens førstehold trænes af Jakob Michelsen. Ståle Solbakken trænede HamKam før han kom til FC København i 2005.

## Norske Mesterskaber
Ingen

## Danske spillere
- Jan Michaelsen
- Morten Bertolt
- Jess Thorup
- Peter Sørensen
- Thobias Ndungu
- Marco Priis Jørgensen
- Jacob Egeris
- Ahmed Daghim
- Jens Martin Gammelby

## Links/Henvisninger
- HamKams hjemmeside